# Where the Wild Roses Grow
«Where the Wild Roses Grow» — песня-дуэт рок-группы Nick Cave and the Bad Seeds и певицы Кайли Миноуг.
В 2014 году британский музыкальный журнал New Musical Express поместил «Where the Wild Roses Grow» в исполнении Nick Cave and the Bad Seeds и Кайли Миноуг на 378 место своего списка «500 величайших песен всех времён».

## Сюжет
По словам самого Ника Кейва, песня «Where the Wild Roses Grow» вдохновлена народной балладой «Ивовый сад» («The Willow Garden»). Это классическая «баллада об убийстве», где жених убивает свою возлюбленную «там, где растут дикие розы». По сюжету баллады и песни знакомятся парень и девушка и проводят вместе три дня: на первый он лишает ее невинности, на второй приводит в сад диких роз, а на третий убивает ее камнем и топит тело в реке, следуя маниакальной мотивации «вся красота должна умереть». От девушки остается прекрасный призрак, который люди прозывают Дикая Роза.

## Версии
Существует и другая версия этой песни, вышедшая на сборнике B-Sides & Rarities. В этой версии партию Миноуг исполняет гитарист Bad Seeds Бликса Баргельд. Исполняя эту песню на концертах, Бликса читал слова песни по бумажке, подчёркивая тем самым, что он — не «Элайза Дэй».
В 2012 году появилась и третья версия «Where the Wild Roses Grow», записанная Кейвом и Миноуг для альбома The Abbey Road Sessions последней. Оркестровая версия гораздо тоскливее, чем романтический оригинал.

## Чарты и вертификации
| Чарт (1995—96)                      | Наив. поз. |
| ----------------------------------- | ---------- |
| Австралия (ARIA)                    | 2          |
| Австрия (Ö3 Austria Top 40)         | 4          |
| Бельгия/Фландрия (Ultratop 50)      | 3          |
| Бельгия/Валлония (Ultratop 50)      | 8          |
| Бельгия (VRT Top 30 Flanders)       | 3          |
| Дания (IFPI)                        | 9          |
| Европа (Eurochart Hot 100)          | 8          |
| Финляндия (Suomen virallinen lista) | 5          |
| Франция (SNEP)                      | 37         |
| Германия (GfK)                      | 12         |
| Ирландия (IRMA)                     | 6          |
| Италия (FIMI)                       | 20         |
| Нидерланды (Dutch Top 40)           | 9          |
| Нидерланды (Single Top 100)         | 9          |
| Новая Зеландия (Recorded Music NZ)  | 11         |
| Норвегия (VG-lista)                 | 3          |
| Польша (LP3)                        | 3          |
| Швеция (Sverigetopplistan)          | 3          |
| Швейцария (Schweizer Hitparade)     | 11         |
| Великобритания (OCC UK Singles)     | 11         |

| Чарт (1995)                     | Поз. |
| ------------------------------- | ---- |
| Австралия (ARIA)                | 41   |
| Бельгия (Ultratop 50, Фландрия) | 27   |
| Бельгия (Ultratop 50, Валлония) | 61   |
| Нидерланды (Dutch Top 40)       | 94   |
| Нидерланды (Single Top 100)     | 76   |

| Чарт (1996)                 | Поз. |
| --------------------------- | ---- |
| Австрия (Ö3 Austria Top 40) | 24   |

| Регион                                                      | Сертификация | Продажи  |
| ----------------------------------------------------------- | ------------ | -------- |
| Австралия (ARIA)                                            | Золотой      | 35 000^  |
| Германия (BVMI)                                             | Золотой      | 250 000^ |
| ^ Данные о тиражах приведены только на основе сертификации. |              |          |